# Shorabak (huyện)
Shorabak là một huyện thuộc tỉnh Kandahar, Afghanistan. Dân số thời điểm năm 1999 là 9,496 người.